# Ivo Kralj
Ivo Antonio Kralj (* 13. Januar 1999 in Bonn, Deutschland) ist ein kroatischer Fußballspieler.

## Karriere
Kralj begann seine Karriere beim NK Omladinac Vranjic. Zwischen 2008 und 2009 spielte er beim NK GOŠK Kastel Gomilica, ehe er zu Omladinac Vranjic zurückkehrte. Zur Saison 2010/11 wechselte er zum NK Adriatic Split. Im September 2011 wechselte er in die Jugend von Hajduk Split. Nach einem halben Jahr bei Hajduk wechselte er im Februar 2012 zum RNK Split.
Zur Saison 2018/19 rückte er in den Kader der ersten Mannschaft des Drittligisten. Im Januar 2019 wechselte er nach Österreich zum viertklassigen SV Frauental. Für Frauental absolvierte er bis Saisonende 15 Spiele in der Landesliga, in denen er drei Tore erzielte. Zur Saison 2019/20 wechselte er zum Zweitligisten Kapfenberger SV, bei dem er einen bis Juni 2020 laufenden Vertrag erhielt.
Sein Debüt in der 2. Liga gab er im Juli 2019, als er am ersten Spieltag jener Saison gegen den FC Blau-Weiß Linz in der Startelf stand. Nach der Saison 2019/20 verließ er die Steirer. Daraufhin wechselte er nach Slowenien zum Zweitligisten NK Drava Ptuj. Für Drava Ptuj kam er zu 14 Einsätzen in der 2. SNL, ehe er den Klub im August 2021 verließ. Nach mehreren Monaten ohne Klub wechselte er im Januar 2022 zurück nach Österreich in die Vorarlberger Eliteliga zu Schwarz-Weiß Bregenz.